# Арнаваз
Арнаваз — одна из двух дочерей (или, возможно, сестер) Джамшида, мифологического царя Персии. Арнаваз и её сестра Шахрназ сначала вышли замуж за Заххака, но позже вышли замуж за Ферейдуна, после того как он победил Заххака и заключил его в тюрьму на горе Дамаванд. В некоторых версиях Шахнаме, в том числе в московской версии, Арнаваз и Шахрназ — дочери Джамшида, а в других — его сестры.
Согласно «Шахнаме», она жила с Заххаком в гармонии, и Заххак «научил ее совершать преступления». Тем не менее Арнаваз была советником Заххака. Когда Ферейдун наконец победил Заххака, он заставил Арнаваза и её сестру покаяться, очистил их от грехов и взял обеих в супруги. Шахрназ родила ему двух сыновей Тура и Салма, а Арнаваз родила ему младшего сына Ираджа. Затем Ферейдун разделил мир между своими сыновьями, отдав Рум Салму, Туран Туру и Иран Ираджу. Поскольку Иран был лучшей частью мира, это вызвало зависть Салма и Тура, заставив их убить Ираджа. Однако у Ираджа была (неназванная) дочь, которая вышла замуж за Пашанга (не путать с Туранским Пашангом) и родила ему сына Манучехра, отомстившего за убийство своего деда.